# Sinal de Alerta (banda)
Sinal de Alerta é uma banda brasileira de Pop rock evangélico, formada no ano de 1984, na cidade de Rio de Janeiro.

## História
Samuel Ribeiro e Milton Jorge, guitarristas que se conheceram através de reuniões de jovens que suas igrejas promoviam, convidaram Joacir Knust (baixista) e Luiz Fernando (baterista) a integrarem-se num projeto, inicialmente como uma espécie de cover do Rebanhão, mas depois adquirindo repertório e identidade própria.
O primeiro disco, Sinal de Alerta, lançado em 1985, teve grande aceitação por parte do público, com a música "Creio", que é sucesso até os dias de hoje. Embalados no sucesso do disco de estreia, a banda lança no ano seguinte "Sinal de Alerta vol. 2".
Algumas mudanças vieram ocorrer na formação a partir de 1987, quando Marcos Chocolate foi convidado a participar dos vocais. Ainda no mesmo ano, o músico Joacir sai da banda e Lico Ribeiro ocupa seu lugar (esta formação duraria até 2002, com a saída do Chocolate e Lico). O grupo lança então Manhãs de Outono e à essa altura, já começavam a receber convites para apresentações em outros estados do Brasil.
Consecutivamente, a banda gravou ainda mais 5 trabalhos inéditos e lançou também uma coletânea de suas melhores canções. Em 2008, o grupo é convidado para fazer uma participação especial no disco 20 Anos de Estrada da banda Catedral, interpretando a música "Eu Tenho".
Em 2006 a banda lançou o disco "Musica no ar" produzido pelo guitarrista da banda, Samuel Ribeiro que pode ser ouvido na web em sua pagina do facebook ou no youtube.
Samuel está ausente da banda sem previsão de volta.
Atualmente, a formação oficial é:  Milton Jorge, Luiz Fernando e Gabriel Nascimento (vocais) Chocolate (vocais) Lico ribeiro e Vinny Narciso ( Tecladista e produtor musical)
A banda está tocando no Rio de Janeiro e prepara novos singles que serão lançados até dezembro de 2017.

## Discografia
- Sinal de Alerta (1985)
- Sinal de Alerta - Volume 2 (1986)
- Manhãs de Outono (1987)
- Frágil e Pequenina (1988)
- Tendências (1990)
- Garotos e Garotas (1994)
- Levante seus Olhos (1999)
- The Best (2002)
- Música no Ar (2005)